# Prionostemma ceratias
Prionostemma ceratias is een hooiwagen uit de familie Sclerosomatidae.